# 1.ª etapa do Giro d'Italia de 2017
A 1ª etapa do Giro d'Italia de 2017 teve lugar a 5 de maio de 2017 entre Alghero e Olbia sobre um percurso de 206 km.

## Classificação da etapa
| \| Classificação por etapas \| Classificação por etapas \| Classificação por etapas \| Classificação por etapas \| Classificação por etapas \| \| Ciclista \| Ciclista \| Equipe \| Tempo \| \| \| ------------------------ \| ------------------------ \| ------------------------ \| ------------------------ \| ------------------------ \| \| 1. \| Lukas Pöstlberger \| Bora-Hansgrohe \| 5h13m35s \| \| \| 2. \| Caleb Ewan \| Orica-Scott \| + 0s \| \| \| 3. \| André Greipel \| Lotto-Soudal \| + 0s \| \| \| 4. \| Giacomo Nizzolo \| Trek-Segafredo \| + 0s \| \| \| 5. \| Sacha Modolo \| UAE Team Emirates \| + 0s \| \| \| 6. \| Kristian Sbaragli \| Dimension Data \| + 0s \| \| \| 7. \| Jasper Stuyven \| Trek-Segafredo \| + 0s \| \| \| 8. \| Ryan Gibbons \| Dimension Data \| + 0s \| \| \| 9. \| Sam Bennett \| Bora-Hansgrohe \| + 0s \| \| \| 10. \| Phil Bauhaus \| Team Sunweb \| + 0s \| \| |                   |                   |          |
| |                   |                   |          |
| Fonte: ProCyclingStats |                   |                   |          |
| Classificação por etapas |                   |                   |          |
| Ciclista | Ciclista          | Equipe            | Tempo    |
| 1. | Lukas Pöstlberger | Bora-Hansgrohe    | 5h13m35s |
| 2. | Caleb Ewan        | Orica-Scott       | + 0s     |
| 3. | André Greipel     | Lotto-Soudal      | + 0s     |
| 4. | Giacomo Nizzolo   | Trek-Segafredo    | + 0s     |
| 5. | Sacha Modolo      | UAE Team Emirates | + 0s     |
| 6. | Kristian Sbaragli | Dimension Data    | + 0s     |
| 7. | Jasper Stuyven    | Trek-Segafredo    | + 0s     |
| 8. | Ryan Gibbons      | Dimension Data    | + 0s     |
| 9. | Sam Bennett       | Bora-Hansgrohe    | + 0s     |
| 10. | Phil Bauhaus      | Team Sunweb       | + 0s     |

## Classificações ao final da etapa

### Classificação geral
| \| Classificação geral \| Classificação geral \| Classificação geral \| Classificação geral \| Classificação geral \| \| Ciclista \| Ciclista \| Equipe \| Tempo \| \| \| ------------------- \| ------------------- \| ------------------- \| ------------------- \| ------------------- \| \| 1. \| Lukas Pöstlberger \| Bora-Hansgrohe \| 5h13m25s \| \| \| 2. \| Caleb Ewan \| Orica-Scott \| + 4s \| \| \| 3. \| André Greipel \| Lotto-Soudal \| + 6s \| \| \| 4. \| Pavel Brutt \| Gazprom-RusVelo \| + 8s \| \| \| 5. \| Giacomo Nizzolo \| Trek-Segafredo \| + 10s \| \| \| 6. \| Sacha Modolo \| UAE Team Emirates \| + 10s \| \| \| 7. \| Kristian Sbaragli \| Dimension Data \| + 10s \| \| \| 8. \| Jasper Stuyven \| Trek-Segafredo \| + 10s \| \| \| 9. \| Ryan Gibbons \| Dimension Data \| + 10s \| \| \| 10. \| Sam Bennett \| Bora-Hansgrohe \| + 10s \| \| |                   |                   |          |
| |                   |                   |          |
| Fonte: ProCyclingStats |                   |                   |          |
| Classificação geral |                   |                   |          |
| Ciclista | Ciclista          | Equipe            | Tempo    |
| 1. | Lukas Pöstlberger | Bora-Hansgrohe    | 5h13m25s |
| 2. | Caleb Ewan        | Orica-Scott       | + 4s     |
| 3. | André Greipel     | Lotto-Soudal      | + 6s     |
| 4. | Pavel Brutt       | Gazprom-RusVelo   | + 8s     |
| 5. | Giacomo Nizzolo   | Trek-Segafredo    | + 10s    |
| 6. | Sacha Modolo      | UAE Team Emirates | + 10s    |
| 7. | Kristian Sbaragli | Dimension Data    | + 10s    |
| 8. | Jasper Stuyven    | Trek-Segafredo    | + 10s    |
| 9. | Ryan Gibbons      | Dimension Data    | + 10s    |
| 10. | Sam Bennett       | Bora-Hansgrohe    | + 10s    |

### Classificação por pontos
| Classificação por pontos | Classificação por pontos | Classificação por pontos      | Classificação por pontos | Classificação por pontos |
| Ciclista                 | Ciclista                 | Equipe                        | Pontos                   |                          |
| ------------------------ | ------------------------ | ----------------------------- | ------------------------ | ------------------------ |
| 1.                       | Lukas Pöstlberger        | Bora-Hansgrohe                | 50 pts                   |                          |
| 2.                       | Caleb Ewan               | Orica-Scott                   | 35 pts                   |                          |
| 3.                       | Daniel Teklehaimanot     | Dimension Data                | 32 pts                   |                          |
| 4.                       | Eugert Zhupa             | Wilier Triestina-Selle Italia | 28 pts                   |                          |
| 5.                       | André Greipel            | Lotto-Soudal                  | 25 pts                   |                          |
| 6.                       | Pavel Brutt              | Gazprom-RusVelo               | 18 pts                   |                          |
| 7.                       | Giacomo Nizzolo          | Trek-Segafredo                | 18 pts                   |                          |
| 8.                       | Kristian Sbaragli        | Dimension Data                | 18 pts                   |                          |
| 9.                       | Sacha Modolo             | UAE Team Emirates             | 14 pts                   |                          |
| 10.                      | Marcin Białobłocki       | CCC Sprandi Polkowice         | 12 pts                   |                          |

#### Classificação por tempo
| Classificação por equipes | Classificação por equipes | Classificação por equipes | Classificação por equipes |
| Equipe                    | Equipe                    | Tempo                     |                           |
| ------------------------- | ------------------------- | ------------------------- | ------------------------- |
| 1.                        | Bora-Hansgrohe            | 15h40m45s                 |                           |
| 2.                        | Trek-Segafredo            | + 0s                      |                           |
| 3.                        | UAE Team Emirates         | + 0s                      |                           |
| 4.                        | Dimension Data            | + 0s                      |                           |
| 5.                        | Team Sunweb               | + 0s                      |                           |
| 6.                        | Movistar Team             | + 0s                      |                           |
| 7.                        | Sky                       | + 0s                      |                           |
| 8.                        | Orica-Scott               | + 0s                      |                           |
| 9.                        | Quick-Step Floors         | + 0s                      |                           |
| 10.                       | BMC Racing Team           | + 0s                      |                           |

#### Classificação por pontos
| Classificação por equipes | Classificação por equipes     | Classificação por equipes | Classificação por equipes |
| Equipe                    | Equipe                        | Pontos                    |                           |
| ------------------------- | ----------------------------- | ------------------------- | ------------------------- |
| 1.                        | Bora-Hansgrohe                | 65 pts                    |                           |
| 2.                        | Orica-Scott                   | 35 pts                    |                           |
| 3.                        | Dimension Data                | 33 pts                    |                           |
| 4.                        | Trek-Segafredo                | 28 pts                    |                           |
| 5.                        | Lotto-Soudal                  | 25 pts                    |                           |
| 6.                        | UAE Team Emirates             | 14 pts                    |                           |
| 7.                        | Wilier Triestina-Selle Italia | 11 pts                    |                           |
| 8.                        | Gazprom-RusVelo               | 7 pts                     |                           |
| 9.                        | Team Sunweb                   | 6 pts                     |                           |
| 10.                       | Quick-Step Floors             | 5 pts                     |                           |